# 국가 평균 임금
국가 평균 임금(national average wage) 또는 국가 평균 급여(national average salary)는 국가의 근로 인구에 대한 평균 급여이다. 이는 모든 근로자(조사 대상)의 연봉을 합산한 후 이를 근로자 수(조사 대상)로 나누어 계산한다. 이는 실업자와 근로 인구가 아닌 사람(예: 은퇴자, 자녀, 학생 등)을 포함한 국가 총 인구로 GDP를 나누어 계산하는 1인당 국내총생산(GDP)과 다르다. 이는 경제 상황을 파악하고 고용주와 근로자가 급여를 협상하는 데 유용할 수 있다. 국가 중간 급여는 일반적으로 근로자의 급여 분포가 왜곡되어 있기 때문에 국가 평균 급여보다 상당히 낮다.

## 예시
미국 사회보장국은 "전국 평균 임금 지수"를 계산하는데, 이는 과거 근로자의 임금을 현재 임금 지수와 임금을 획득한 당시 임금 지수의 비율로 곱하여 지수화하는 데 사용되며, 이는 혜택 계산의 목적이다. 임금 지수는 매년 미국 전국 평균 임금이 그 해에 변화한 백분율로 곱하여 업데이트된다.